# Rezolucija Vijeća sigurnosti UN-a 1411
Rezolucijom Vijeća sigurnosti UN-a 1411, jednoglasno usvojenom 17. svibnja 2002., nakon pozivanja na rezolucije 827 (1993.), 955 (1994.), 1165 (1998.), 1166 (1998.) i 1329 (2000.), Vijeće je izmijenilo statut Međunarodnog Kaznenog suda za Ruandu (ICTR) i za bivšu Jugoslaviju (ICTY) u vezi sudaca s dvojnim državljanstvom.
Vijeće sigurnosti priznalo je da suci ICTR-a i ICTY-ja mogu biti državljani dviju ili više zemalja te da je jedna takva osoba na tom položaju bila izabrana da služi na jednom od sudova. Smatrao je da takve osobe trebaju imati državljanstvo države u kojoj inače ostvaruju građanska i politička prava. Djelujući prema Poglavlju VII Povelje Ujedinjenih naroda, statuti oba suda su izmijenjeni u skladu s tim kako bi uključili ovu odredbu.

## Vanjske poveznice
| Wikizvor | Engleski Wikizvor ima izvorni tekst na temu: United Nations Security Council Resolution 1411 |

- Text of the Resolution at undocs.org